# Zsuzsi Erdei Vasút
A Zsuzsi Erdei Vasút Magyarország legrégebbi, ma is üzemelő kisvasútja. A Debrecenből induló vasút 16 km-en keresztül halad az erdős, pusztás tájakon.
Kisvasúti napja: április negyedik szombatja.
Üzemeltető: DKV Debreceni Közlekedési Zrt.

## Történet
A Zsuzsi Erdei Vasút Magyarország legrégebbi keskeny nyomtávolságú vasútja. A Debrecenhez tartozó Gúth erdeiben kitermelt fa szállítására épült. Az építésre kiírt pályázatot a Debrecen-Guthi Vasúti Vállalat nyerte meg. A helybéliek véleménye megoszlott a vasút építéséről. Sokan ellenezték a zajossága miatt. Végül is 1882. július 16-án megindult a közlekedés az első 34 km-es szakaszon Debrecen és Guthi-erdő között. A megépült szakasz 950 mm nyomtávolságú volt, és a vonal teljes szakaszában Debrecen felé lejtett. A müncheni Krauss & Co. gyárból származó Zsuzsi gőzös 20 km/h sebességgel vontatta a fával rakott kocsikat.
A személyforgalom 1923-ban indult meg a vonalon, amivel a várost övező tanyavilágot is bekapcsolták a közforgalomba. Ehhez némi fejlesztésre volt szükség a vasúti rendszeren: a járműpark egy részét lecserélték korszerűbbre és megépült a Debrecen-Fatelep állomás épülete.
1925-ben meghosszabbították a vonalat az Acsádi útig, és beszereztek két motorkocsit is. Ezek sebessége 35 km/óra volt, így felgyorsult a személyszállítás. 1931-ben a turistaházig, majd 1937-ben a Várhegyig hosszabbították a vonalat, ami ekkor 36 km hosszúságú volt. 1939-ben megváltoztatták a vasútüzem nevét Debreceni Városi Gazdasági Vasútra, hogy a gazdasági vasutak támogatásából részesedhessen.
A második világháborúban erősen megrongálódott. Az 1946-os gyors helyreállítást követően már Nyírlugosig tartott a pálya. Feljegyzések szerint a háború után a magyar pengő hiperinflációja miatt a 20 km távolságú menetdíj ára 6 darab tojás volt.
Ez a vasútüzem se kerülhette el az államosítást, amire 1949-ben került sor. A MÁV tulajdonába került vonalon 1950-ben végeztek nagyobb fejlesztést. Ekkor érte el a sínpár Nyírbélteket, amivel a vasúti pálya hossza 49 km-re nőtt. Beszereztek 3 darab gőzmozdonyt is, majd 1955-ben megérkezett az első dízelmozdony.
A Magyarországon egyedüli 950 mm nyomtávolság sok gondot okozott az idők alatt az üzemeltetőknek. A mozdonyokhoz, kocsikhoz nehezebb volt alkatrészt beszerezni, az új járműveket mindig át kellett alakítani. Ezeket megelégelve a MÁV 1961-ben átépítette 760 mm szabványú szélességre az egész vasutat. Ekkor selejtezték le a régi kocsikat és mozdonyokat: ennek esett áldozatul a Zsuzsi nevű gőzmozdony is. Ezt követően Mk48-as mozdonyok végezték a vontatási munkát.
Ez a kisvasút is sok társához hasonlóan az 1968-as közlekedéspolitikai koncepció áldozata lett. 1977-ben a pálya külső szakaszát felszedték, csak a nagy társadalmi nyomás hatására hagyták meg a belső 16 km-es szakaszt. Ezt 1978-ban a Debreceni Közlekedési Vállalat vette át és üzemeltette tovább úttörővasútként.
A rendszerváltás idején ismét átnevezték Debreceni Erdei Kisvasútra. 1995-ben ismét megpróbálták megszüntetni a vasutat, de az aláírásgyűjtés és a környékbeliek tiltakozása ismét megmentette a pusztulástól.
2006 decemberében Nyírvidéki Kisvasút helyett kapta meg használatra a Magyar Műszaki és Közlekedési Múzeum 394.023 számú gőzmozdonyát.
2011 szeptemberében vágányzár lépett életbe, amelynek során a pályát felújították. Ezen felújításon 3 új megállóhellyel gyarapodott a vonal: Debrecen-Hétvezér utca; Balla-tanya, Kondoros és Hármashegyi-tó. A felújítás során a vasútüzem gazdagabb lett 2 új kocsival, amelyek közül az egyik nyári nyitott kocsi, a másik pedig fedett kocsi. Mindkettő mozgáskorlátozott utasok szállítására is alkalmas. Mivel a Debrecen-Fatelep állomáson áruház épült, ezért az állomás környéki vágányokat is át kellett építeni. A tervezett végállomás a fűtőház közelébe került. Amíg az új állomás épült, a Debrecen-Hétvezér utca szolgált ideiglenes végállomásként.

## Állomások, megállóhelyek
A menetidő percben van megadva. Az általános menetidő 50 perc.
Az alábbi táblázatban *-gal jelölt megállóhelyeken a vonatok csak abban az esetben állnak meg, ha van felszálló utas (aki a peronon, jól látható módon várakozik), vagy a leszállási szándékot időben jelezték a vonatszemélyzet felé.
| Debrecen, Hétvezér utca ↔ Hármashegyalja (333) |                                        |          |                                                                                                  |
| menetidő                                       | megálló neve                           | menetidő | Átszállási lehetőség                                                                             |
| 0                                              | Debrecen-Fatelep állomás (Ruyter utca) | 50       | 25, 25Y, 37, 41, 41Y, 45, 125, 125Y (Falóger, illetve Kolónia utca megállóhely)                  |
| 5                                              | Hétvezér utca                          | 45       | 11, 25, 25Y, 37, 41, 41Y, 45, 125, 125Y (Komáromi Csipkés György tér vagy Hétvezér utca megálló) |
| 15                                             | Balla tanya*                           | 35       | 37                                                                                               |
| 22                                             | Fancsika*                              | 32       | 37                                                                                               |
| 29                                             | Csereerdő*                             | 27       | 37                                                                                               |
| 32                                             | Erdészlak*                             | 22       |                                                                                                  |
| 35                                             | Martinka*                              | 18       |                                                                                                  |
| 40                                             | Sámsoni út*                            | 14       |                                                                                                  |
| 45                                             | Haláp erdő*                            | 8        |                                                                                                  |
| 47                                             | Hármashegyi-tó*                        | 5        |                                                                                                  |
| 50                                             | Hármashegyalja                         | 0        |                                                                                                  |

## Jövője
Több terv született a vasút fejlesztésére. Az egyik szerint meghosszabbítanák a pályát 5 km-rel, így a végállomás Nyírmártonfalván lenne.

## Utasszállító járművek
| Típus           | Mk48 mozdony                          | Bax kocsi                                               |
| --------------- | ------------------------------------- | ------------------------------------------------------- |
| Pályaszámok     | MK48 2002; Mk48 2006; Mk48 2009 BNE50 | 50, 351, 353, 352, 354, 355, 356,357 358, 359, 490, 491 |
| Ebből üzemképes | MK48 2002; Mk48 2006; Mk48 2009 BNE50 | 50, 351, 352, 354, 355, 356, 358, 359, 490              |

## Nevezetességek a vasút környékén
- Hármashegyalja: hármashegyaljai tanösvény
- Csereerdő: az ördögárok, ami a római kori erődrendszer egyik eleme volt
- Erdészlak: az itt található panorámaút vezet el a középkori fancsikai templomromhoz, és az erdőspusztai (bánki) tájházhoz.

## Megközelítés

### Tömegközlekedéssel
A  11, 25, 25Y, 37, 41, 41Y, 45, 125, 125Y járatokkal a Komáromi Csipkés György tér vagy a Hétvezér utca nevű megállóig kell utazni, majd egy kevés sétával elérhető a vasút, ami a Faraktár utca északi oldalán található. A 37-es buszról még a Fancsika nevű megállónál is át lehet szállni.
A  25, 25Y, 37, 41, 41Y, 45, 125, 125Y járatokkal akár a Kolónia utca, illetve a Falóger megállóból meg lehet közelíteni a kisvasutat, a Mák utca-Ruyter utca kereszteződésig elmenni, majd ott balra fordulni. Onnan csak pár száz méter a bejárat a Debrecen-Fatelep állomás-hoz.

### Egyéni közlekedéssel
A legfeltűnőbb pont a Budai Nagy Antal utcai kereszteződés Archiválva 2021. április 2-i dátummal a Wayback Machine-ben, ugyanis itt áthalad az úton a kisvasút, a megállóhely peronja közvetlenül az út mellett van. Parkolási lehetőség csak a környező kisebb utcákban van.

## Gyerekdal a vasútról
A Zsuzsi vasútról egy kis vers, illetve gyerekdal is született, amely több változatban is elterjedt, elsősorban óvodások és kisiskolások, illetve nevelőik és szüleik körében. A gyerekdal pontos eredete nem ismert. A gyakoribb szövegváltozatok egyike az alábbi:
```
"Megy a Zsuzsi vonat, csattognak a kerekek,

Vígan integetnek az iskolás gyerekek,

Lalalala, lalalala, lalalala, hu!"
```

Ismeretesek olyan változatai is, amelyben „csattognak” helyett „kattognak”, „integetnek” helyett „énekelnek”, „iskolás” helyett pedig „óvodás”, „kicsike” vagy „elsős” szavak szerepelnek (bár ez utóbbi szóval nem jön ki jól a szótagszám, hiszen a második sor úgy egy szótaggal rövidebb az elsőnél). Fellelhető az interneten olyan verziója is, amelynek a harmadik sorában is vannak értelmes szavak: „Szól a duda, a furulya, lalalala, hu, hu!” A dalra való utalás még Takáts Tamás rockzenész egy 2015-ös Facebook-posztjában is felbukkant, mint a Zakatol a vonat című számának egyik ihletője.

## Menetrend
- A Vasúti menetrendben 333-as számmal található meg
- Egyszerűsített menetrend
- Androidra letölthető menetrend (a működéséhez nem szükséges Wi-Fi)
- Hivatalos menetrend